# آریو دل اخانکو
آرُیو دِل اُخانکو (به اسپانیایی: Arroyo del Ojanco) یکی از دهستان‌های استان خائن در کشور اسپانیا است. این شهر با مساحت ۵۷٬۳۱ کیلومتر مربع، ۲۵۲۵ تن جمعیت دارد.
والریانو گُمِس، (Valeriano Gómez) وزیر کار اسپانیا از حزب سوسیالیست کارگری (۲۰۱۳) از این دهستان است.